# アジアハイウェイ30号線
アジアハイウェイ30号線（アジアハイウェイ30ごうせん）は、アジアハイウェイ網の路線の一つ。アジアハイウェイ東アジア・北東アジア小地域（サブリージョン）の路線の一つ。総延長は2,739kmである。
シベリア鉄道およびアジアハイウェイ6号線通過地のロシア連邦のウスリースクを起点とし、一時北東に向かい延びる。アムール川とウスリー川の合流点近くの都市ハバロフスクを通過し、北西に向きを変える。途中、ベロゴルスクでアジアハイウェイ31号線と接続する。更にアムール州スコヴォロジンスキー地区を通過すると今度は西南西に向きを変え、最後に終点のチタに到達しアジアハイウェイ6号線と接続する。

## ルート

### ロシア
区間延長2,739km
- ロシア連邦道路A370 : ウスリースク（アジアハイウェイ6号線と接続） - ハバロフスク
- ロシア連邦道路R297 : ハバロフスク - ベロゴルスク（アジアハイウェイ31号線と接続） - チタ（アジアハイウェイ6号線と接続）

## 参考資料
- Asian Highway （英語） - 国際連合アジア太平洋経済社会委員会による解説
- Asian Highway Route Map (PDF)  （英語） - 国際連合アジア太平洋経済社会委員会によるルート図
- Asian Highway Handbook (PDF)  （英語） - 国際連合アジア太平洋経済社会委員会
- アジアハイウェイ・プロジェクトの概要 - 国土交通省総合政策局
- アジアハイウェイとは - 国土交通省総合政策局